# フィリップ・ヌドゥ
フィリップ・ヌドゥ（Phillip N'dou、1977年5月4日 - ）は、南アフリカ共和国の男子プロボクサー。リンポポ州トホイアンドゥー出身。元世界ボクシング連合(WBU)世界スーパーフェザー級王者。

## 来歴
1996年アトランタオリンピックフェザー級で出場したヌドゥだったが、初戦でこの大会で金メダルを獲得するソムラック・カムシンに敗れ敗退した。
1997年9月11日、ヌドゥは母国南アフリカではなくイギリスでデビュー戦を行い、2回2分4秒TKO勝ちを収めた。
1998年11月21日、すでに年間8試合とアクティブに試合をこなしたヌドゥだったが、ロンドンエレファント・アンド・キャッスル・センターでアンソニー・キャンベルとの対戦で2回にダウンを奪ってペースを握り、ストップ寸前まで追い詰めたが3回に一瞬の隙を突かれレフェリーストップがかかり試合終了。3回56秒TKO負けを喫した。
1999年3月21日、南アフリカフェザー級王者ジャッキー・グングルーザーと対戦し、3回TKO勝ちで王座獲得に成功した。
1999年6月22日、WBAインターコンチネンタルフェザー級王者ラクヒム・ミンガレイェブと対戦し、4回TKO勝ちで王座獲得に成功した。
1999年8月25日、ソロムジ・ゴヴザと対戦し3回1分30秒TKO勝ちを収め南アフリカ王座初防衛に成功した。
1999年12月15日、ラウレアノ・ラミレスとWBAインターコンチネンタル王座初防衛戦を行い、3回TKO勝ちで初防衛に成功した。
2000年4月29日、アメリカデビュー戦をニューヨークマディソン・スクエア・ガーデンでエドガー・バルセナスと対戦し11回TKO勝ちで2度目の防衛に成功した。
2000年11月11日、ネバダ州ラスベガスのマンダレイ・ベイ・イベント・センターでマヌエル・セペダと対戦し2回2分59秒KO勝ちで3度目の防衛に成功した。
2000年12月15日、カナダモントリオールモルソン・センターでWBCインターナショナルスーパーフェザー級王者ヘスス・ザタリンと対戦し10回2分32秒TKO勝ちを収め王座獲得に成功した。
2001年7月25日、カルロス・アルベルト・ラモン・リオスとWBU世界スーパーフェザー級王座決定戦を行い、5回2分55秒KO勝ちを収め王座獲得に成功した。
2001年11月3日、後のIBF世界スーパーフェザー級王者カシウス・バロイと対戦し12回3-0(2者が116-112、118-110)の判定勝ちを収め初防衛に成功した。
2002年3月2日、ニコライ・エレメエブと対戦し6回2分18秒TKO勝ちを収め2度目の防衛に成功した。
2002年5月31日、ルーマニアブカレストのサラ・ポリバレンタでクラウディオ・ビクター・マルティネスと対戦し6回TKO勝ちで3度目の防衛に成功した。
2003年11月1日、ミシガン州グランドラピッズヴァン・アンデル・アリーナで世界初挑戦でWBC世界ライト級王者フロイド・メイウェザー・ジュニアに挑戦。試合はメイウェザー・ジュニアに効果的にパンチを集められポイントを連取される形になった。5回には一転ロープに追い詰め高速連打で勝負を賭けたが、メイウェザー・ジュニアの反射神経で全てかわされる離れ技でチャンスを逃した。その後一瞬の攻め疲れを突かれ7回に右フックからストレートでプロ初ダウンを喫し起き上がるもレフェリーストップ。7回1分8秒TKO負けで王座獲得に失敗した。なおヌドゥの高速連打を全てかわされたのはキャリアの中でメイウェザー・ジュニアだけだった。
2004年5月22日、19戦全勝の南アフリカライト級王者で後のIBF世界ウェルター級王者イサック・ウラシャワヤと対戦し12回1-2(2者が113-115、115-113)の僅差判定負けを喫し再起に失敗と同時に王座獲得に失敗し現役引退を表明した。
2009年2月14日、5年振りに現役復帰。フランスエーヌ県のパライズ・デス・スポーツでラシッド・ドリーザネと対戦し5回TKO勝ち。
2009年7月11日、IBO世界ウェルター級王者で元IBF世界スーパーライト級王者ラブモア・ヌドゥと対戦し12回0-3(112-116、113-115、111-117)の判定負けを喫し王座獲得に失敗した。
2010年10月30日、1年3か月振りの復帰戦をブヘキムピロ・ムリロと対戦し4回1分0秒TKO勝ちで再起を飾った。
2013年9月28日、ナミビアウィントフックラマテック・ファクトリーでポハムバ・マンヅメと対戦し8回判定勝ちを収めた。

## 獲得タイトル
- 南アフリカフェザー級王座
- WBAインターコンチネンタルフェザー級王座
- WBCインターナショナルスーパーフェザー級王座
- WBU世界スーパーフェザー級王座